# 노부나가의 야망 창천록
《노부나가의 야망 창천록》(일본어: 信長の野望・蒼天録)은 2002년 6월 28일에 코에이에서 윈도우용이 발매된 역사 시뮬레이션 게임, 노부나가의 야망 시리즈의 열 번째 작품이다. 타이틀 창천록을 蒼天禄라 쓰는 것은 오기다. 1인 플레이 전용. 후에 플레이스테이션 2판도 발매되었다.
2008년 현재, 소스넥스트에 의해 Win판, 코에이에 의해 PS2판, 각각 염가판이 발매되고 있다. Win판은 Windows 98 이후에 대응한다.

## 내용

### 개요
본작에서는 시리즈에서 처음으로 다이묘 이외의 신분으로도 플레이할 수 있게 되었다. 주인공으로 선택할 수 있는 것은 다이묘와 군단장과 성주의 3종류이다. 일반 가신이나 낭인은 선택할 수 없다. 다만, 일반 가신인 무장도 「성주 교대」 및 담당 무장 변경의 방법을 사용하여 실질적으로는 대부분의 무장이 선택 가능하게 되었다. 이에 따라 게임의 클리어 방법도 종래의 통일이나 종속 다이묘 시스템으로 엔딩을 보는 것 이외에도, 그의 배하 무장으로서 엔딩을 보는 것도 가능하게 되었다.
다이묘의 후계자는, 혈연 무장이나 혼인으로 일문이 된 무장에 한한다. 다만, 다이묘가 사망했을 경우, 아무도 없을 때에 한해, 그 이외의 무장을 후계로 지명할 수 있다. 그러나 사실 상은 컴퓨터에 의해 결정된다.
음악 면에서는, 오다 가나 다케다 가 등의 유력 다이묘나 고케나 불교 등의 출신에 따라 곡이 바뀐다. 그리고 전작 《람세기》의 Win판에서는 특수한 형식의 파일로 음악이 수록되었지만, 본작에서는 Windows Media 형식으로 수록되었다.
Win판에서는 일부의 환경에서 빈번하게 멈추거나 이상하게 종료되는 불편함이 있다. 그리고 마찬가지로 무장 개인 플레이가 가능한 태합입지전 시리즈, 특히 《IV》와 《V》의 존재에 의해, 2008년 시점에서는 '시리즈에서 유일하게 성주 플레이가 가능'하다고 하는 특징이 주는 인상도 엷어지게 되었다. 또 모략 중심의 게임이 되어서, 영내 개발 등 전작까지에서는 중요한 위치를 점하고 있던 요소가 줄어들었고, 사전 교섭, 모반, 적과의 내통, 동료들에의 중상모략이나 추방 등으로 게임을 진행해 나가는 부분이 중요하게 되었다.
1700년이 되어서도 승리 조건을 만족하지 못하면, 시간제한으로 게임 오버가 된다.

### 무장ㆍ성
등장하는 무장은 1500명으로 시리즈 최다이며, Win판에서는 신무장을 1000명까지 등록할 수 있다. 다만, 한 번에 등장 가능한 것은 Win 통상판에서는 200명까지이다. PK에서는 1000명까지 가능하다. PS2판에서는 통상판, PK 모두 100명까지만 등록ㆍ등장시킬 수 있다. 다만, 컴퓨터 다이묘는 빈번하게 가신을 처단하는 것 외, 성주 사이에서 암살을 시도하는 빈도도 높기 때문에 무장 부족이 되기 쉽다.
본작에서 밖에 등장하지 않는 센고쿠 초기의 무장도 많다. 한편으로 가장 연대가 늦은 시나리오는 PK까지 포함해도 시즈가타케 전투 때인 1583년이기 때문에, 그 이후 연대의 무장은 비교적 적다.
또, 일반적으로는 통칭으로 등장하지만, 본작에서는 본명(휘)로 등장하게 된 무장도 있다.
- 다케나카 한베에 → 다케나카 시게하루
- 구로다 간베에 → 구로다 요시타카
- 야마모토 간스케 → 야마모토 하루유키
- 마에다 게이지 → 마에다 도시마스
- 시마 사콘 → 시마 기요오키

성의 수도 150개로, 《천상기》 정도는 아니지만, 본작의 뒤에 발매된 《천하창세》 및 《혁신》에 비하면 많다. 게임 시스템 상, 성주 부재의 공백지를 만드는 것은 가능하지 않다. 또, 하극상, 내응 등의 기는 성주 개인이 아닌 성 자체에 세우게 되어, 성주를 경질해도 사라지지 않는다. 플레이어에 의해 경질되면, 그 턴에만 사라지고, 다음 계절에 다시 돌아온다. 수명이나 전사 등으로 성에 어떤 무장도 없게 되면, 가공 무장이 대신하여 성주가 된다. 선대 성주의 먼 친척이라고 하는 것이 되어, 능력도 비슷하게 된다. 가공 무장은 임시의 존재이므로, 가공 무장이 성주인 성에서 통상 무장을 성주로 임명하면, 가공 무장은 불문에 귀의한다고 선언하며 사라져 버린다.

### 게임 시스템
시리즈의 다른 작품에서는 자신의 다이묘의 성이라면 모든 성(군단제가 존재하는 작품에서는 제1군단의 성)에 직접 명령을 내리는 것이 가능했지만, 본작에서는 비록 다이묘라도 직접 명령을 내리는 것은 자신의 거성뿐으로, 그 이외의 성에 대해서는 군단장이나 성주를 개입시켜 대략의 지시밖에 내릴 수 없다.
게임은 정략 페이즈와 군략 페이즈로 나뉘고, 《천상기》와 같이 1년을 봄, 여름, 가을, 겨울의 3개월 씩으로 나뉘어 진행한다. 군략 페이즈에서는 군세의 이동이나 성의 포위를 행한다. 군략 페이즈에서는 1개월을 각각 상순ㆍ하순으로 나눈 3개월 분, 총 6번의 원군 요청이나 정전 교섭, 거짓 전령 등의 명령을 내릴 수 있다.
본작에서는 내정으로는 영내 개발 이외에도 물자의 매매ㆍ운송이나 성주 임명이나 무장 이동, 병종 변경 등도 포함되어 있다. 영내 개발의 의미로서의 내정은 전작에서 계승된 부교(奉行)를 임명하여 행하게 되었다. 거성에만 임명할 수 있고, 전작과 달리 작업 효율의 조언을 가신이 하는 경우는 없기 때문에, 전작보다도 더욱 게임에서 차지하는 비중은 낮아졌다.

### 신분에서의 차이
다이묘와 군단장, 성주 각각의 입장에 따라 가능한 것은 다르다. 다이묘의 경우는 군단장에게, 군단장의 경우는 성주에게 공략 대상을 지시할 수 있다. 반대로 군단장 이하의 경우에서 공략 방침을 변경하고 싶을 때는 군단장의 경우는 다이묘에게, 성주의 경우는 군단장에게 제안을 하는 것도 가능하다. 군단장 및 성주로는 신분의 변동, 전봉, 때로는 처단되기도 한다.
군단장으로 다이묘에게 제안을 하는 경우, 평정에서의 발언력 및 다른 무장의 설득이 중요하게 되었다. 발언력은 다이묘로부터의 지시를 달성하는 것으로 올라간다. 발언력이 높아지면 자신 한 사람의 의견만으로 제안을 인정받을 수 있지만, 낮을 때는 군단장ㆍ성주와 평소부터 친하게 지내는 것이 중요하다. 또 설득은 각 무장의 성격에 따라 적합한 방법이 다르다.

### 지행제
《패왕전》 및 전작 《람세기》처럼 지행제가 본작에서도 채용되었다. 지금까지의 두 작품에서는 지행은 다이묘를 중심으로 일원 관리되었지만, 본작에서는 성마다 할당되었다. 이것은 무장의 이동이나 전봉을 할 때에도 영향을 주어, 플레이어 담당의 무장이 군단장 이상인 경우에서 자신의 거성이어도 일부의 가신을 미리 이동하게 하지 않으면 지행 부족으로 전봉 커맨드를 선택할 수 없고, 거성 이동이 가능하지 않게 된다.
그리고 전작에서는 가신에게 지행을 준 후, 그것에 따라서 증가하는 최대 병사 수에 이르기까지의 병사 수는 자연 증가를 기다릴 수밖에 없지만, 본작에서는 고용 병사 수는 조정할 수 없지만, 모병도 가능하게 되었다. 또 훈공에 따라 지행의 요구량도 전작과 비교하여 감소해, 지행이 아닌 금전을 포상으로 주는 것이 가능하게 되는 등, 전작의 시스템이 일부 변경되었다.

### 제세력
고쿠진슈(国人衆)ㆍ지샤슈(寺社衆)ㆍ닌자슈(忍者衆) 등의 제세력도 전작에서 계승되어 본작에서도 등장한다. 다만 전작에서는 초기 상태에서는 각 구니에 반드시 하나씩 존재했던 고쿠진슈가 본작에서는 수가 감소하고, 전작에서 있었던 축성 등 기술 제공이나 수행 등의 요소가 사라진 것 등, 전작보다 중요도가 떨어졌다. 또 협박이나 무력에 의해 다이묘 가문에 종속시키는 것이 가능하게 되었다. 닌자를 무력으로 종속시킬 경우, 포위하고 있는 사이에 차입 기간이 다 된 닌자의 차입 연장은 가능하지 않다. 닌자 중 '이가슈', '고가슈'는 종속화 협박에는 응하지 않기 때문에, 무력에 의해 종속시킬 수밖에 없다. 다만, COM 담당 세력의 협박에 굴하는 경우는 있다. 종속시킴으로써 얻는 장점은,
- 진군 통로를 확보할 수 있다. 역으로 말하면 다른 다이묘의 진격을 막아 준다.
- 출진 요청이나 공동군 요청이 가능하다.
- 물자ㆍ가보의 거래나 닌자 파견(닌자의 경우), 무역 의뢰(수군의 경우)를 독점할 수 있다.
- 명성이 약간 상승한다.

등이 있다.

### 모략ㆍ외교
본작에서는 모략의 중요성이 높아져, 닌자슈의 중요성이 비약적으로 증가했다. 지금까지보다도 외교 수단도 다양화되었다. 지금까지의 작품에서는, 《패왕전》에서는 대등 동맹, 종속 동맹 어느 쪽도 맺을 수 있었지만, 《천상기》에서 《열풍전》까지는 대등 동맹뿐이고, 《람세기》에서는 종속 동맹만 맺을 수 있었다. 본작에서는 오랜만에 양쪽 모두 맺을 수 있게 되었다. 그런데도 대등 동맹만으로도 '부전협정', '군사동맹', '포위망'의 3종류를 체결할 수 있다. 그것 이외에도 자가를 자랑하고, 내통을 약속하고, 맹주의 소문을 흘리는 등 지금까지의 작품에서 없었던 것이 가능하게 되었다. 또 군략 페이즈 중에 거짓 전령을 적만이 아닌 아군에게도 보냄으로써 주군의 다른 성주에 대한 평가를 떨어뜨릴 수도 있다.
하극상도 조건이 성립되면 가능하지만, 그 때에 악평이 올라가는 것으로 다른 다이묘 가문과의 우호도나 가신의 충성도가 내려간다. 조정이나 막부로부터 대의명분을 얻아서 악평을 억제하는 것이 가능하다. 반대로, 다이묘는 《패왕전》 이후 오래간만에, 시리즈의 다른 작품에서는 대부분이 적의 포로 또는 포로와 외교의 사자에게만 가능했던 처단이, 자신의 가신에게도 가능하게 되었다. 가령 모반의 의지가 없더라도, 유언비어에 의해 다이묘에게 처단되는 경우도 많기 때문에, 성주나 군단장을 선택할 경우, 다이묘와의 관계 유지는 중요하다. 처단된 경우, 성주ㆍ군단장으로 플레이하면 다이묘에게 불려 가 직접 죽임을 당하는 연출이 이뤄진다. 호출을 거절하면, 우호도는 내려가지만 죽는 일은 없다. 플레이어가 다이묘라면 할복을 명하는 것이 된다.
같은 세력의 성주 사이에서 서로를 방해하는 것도, 반대로 다른 성주와 사전 교섭하여 주군을 은거시키고 무혈로 다이묘 가문을 빼앗는 것도 가능하다.

### 능력치
무장의 능력치는 숨은 것을 포함해 정치, 통솔, 지략, 상성, 의리, 야심이 있는데, 전작에 비해 간단하게 구성되었다. 전작까지의 '야망'이 '야심'으로 변경되었다.
전작까지의 특기는 계략ㆍ내정 시에 유리한 특기와 전쟁 시에 유리한 책전(策戦)으로 나뉘었다. '책전'은 전투 중에 적부대와 교전하면 서서히 올라가는 '전의'가 모이지 않으면 사용할 수 없다. 특정 책전 커맨드ㆍ병종 커맨드 실행 시에 특수 효과를 발휘하는 무장도 일부 있다.
신무장을 만들 경우에는 수명은 110세까지 설정 가능하고, 출신은 '무장', '고쿠진', '상인', '닌자', '옛 불교', '기독교', '잇코슈(一向宗)', '수군', '고케'의 9종류를 선택할 수 있다.
컴퓨터의 사고 패턴은 6종류로 나뉘었다.
1. 오다 노부나가 타입 - 군사와 내정의 밸런스를 잘 맞춘다. 우선은 상락을 목표로 하고, 천하통일이 최종 목표가 된다.
2. 우에스기 겐신 타입 - 호전적이지만 신의를 중시한다. 다른 가문으로부터의 종속 의뢰를 받아들이기 쉽다. 우선은 지방통일을 목표로 하고, 천하통일이 최종 목표가 된다.
3. 다케다 가쓰요리 타입 - 호전적이며 모략을 꺼린다. 우선은 지방통일을 목표로 하고, 천하통일이 최종 목표가 된다.
4. 마쓰나가 히사히데 타입 - 호전적이며 모략을 선호한다. 우선은 지방통일을 목표로 하고, 천하통일이 최종 목표가 된다.
5. 호죠 우지마사 타입 - 지방통일이 최종 목표로, 외교나 모략에 의해 살아남으려고 한다.
6. 이마가와 우지자네 타입 - 이지적이며, 지방통일이 최종 목표지만 그다지 전쟁을 걸지 않는다.

### 전투
카테고리 면에서는 전작과 같은 리얼타임제이지만, 시스템 면에서는 전작과 전혀 다른 것이 되었다.
야전에서의 부대의 종류는 아시가루, 장창, 기마, 철포, 기철이 있는데,
- '아시가루', '철포'는 '기마', '기철'에 약하고, '장창'에 강하다.
- '장창'은 '기마', '기철'에 강하고, '아시가루'에게 약하다.
- '기마', '기철'은 '아시가루', '철포'에 강하고, '장창'에 약하다.

라고 하는 상성 시스템을 채용하고 있다. 그에 따라 예를 들면 우에스기 겐신과 같은 무장도 만능이 아니게 되었다. 한 사람의 무장이 지휘할 수 있는 수는 2천명까지로, 출진 가능한 것은 1개의 성에 5명까지이다.
공성전은 산노마루ㆍ니노마루ㆍ혼마루를 순서대로 떨어 뜨려가게 되어 있어, 비교적 대략적인 지시만 가능하다.
또한 본작에서는 모두 잡기(総取り)라 불리는, 가령 몇 개의 다른 성이 있어도 본성을 함락시키면 다른 적성마다 적 가신 전원을 무조건 손에 넣을 수 있는 시스템이 채용되었다. 이것은 게임의 빠른 진행을 가능하게 하는 한편으로, 무장의 상성 등은 관계없이 하극상이 매우 쉽게 일어날 수 있기 때문에 게임성이 떨어지게 되었다.

### 시나리오
- 1534년 여름 노부나가 탄생(信長誕生)
- 1546년 봄 노부나가 등장(信長元服)
- 1560년 여름 오케하자마 전투(桶狭間合戦)
- 1570년 가을 노부나가 포위망(信長包囲網)
- 1582년 봄 혼노지의 변(本能寺の変)
- 1582년 가을 기요스 회담(清州会議, 숨은 시나리오로 위의 시나리오 중 하나라도 클리어하면 등장)
- 1553년 여름 쇼토쿠지에서(正徳寺にて, GameCity 온라인 구입)
- 1571년 가을 성역 불타다(聖域炎上, GameCity 온라인 구입)

## 파워업키트에서의 강화점
본작의 파워업키트에서는 시리즈에서 처음으로 호죠 소운이나 호소카와 마사모토 등이 통상의 무장으로 등장하는 1495년 개시의 '스루가의 효웅(駿河の梟雄)' 등 4개의 시나리오, 300명의 무장이 추가되었다. 15세기의 시나리오도 시리즈 최초다. 또 전술한 것처럼, Win판에서는 모든 신무장을 한 번에 게임에 등장시킬 수 있게 되었다. 단, PS2판은 그대로이다.
에디터가 본작의 PK에서도 탑재되었고, 통상판에서도 제작할 수 있던 신무장 외에, PK에서는 기존 무장이나 닌자, 성, 희메 등의 상태를 변경할 수 있다. 그리고 PS2판에서는 신가보도 등록할 수 있다. 나아가 이벤트 에디터도 전작에서 계승되어 탑재되었다.
또 지금까지 팬 중에서는 '제한 플레이(縛りプレイ)'라고 하는, 예를 들면 「동맹은 일절 맺지 않는다」, 「적에게 내응은 걸지 않는다」 등의 제한을 스스로 부과해 플레이하는 사람도 있지만, 본작의 파워업키트에서는 이것을 게임 측에서 할 수 있게 되었다. '특선 커스터마이즈(特撰カスタマイズ)'가 그것으로, 구체적으로는 적 다이묘 처단 시의 결과, 무장의 사망률, 닌자에 의한 모략 실행의 유무, 제세력에 의한 공물의 유무, 컴퓨터의 전쟁 빈도나 모략 빈도 등이 미리 설정되어 있다. 전작의 미션 플레이 모드를 발전시킨 것으로, 클리어하면 새로운 시나리오 등이 상품으로 지급되는 점도 같다. 내용은 무장을 자신의 거성으로 모으고, 가보를 모으고, 자신의 희메와 무장을 혼인시키는 등 다양하게 준비되었다. 그 중에서도 '고생삼매(苦労三昧)'는 다이묘의 종속이 완전하게 금지되고, 모든 성과 모든 제세력 거점을 지배하에 두는 것이 필요하며, 그 위에 처음엔 군단장과 성주 밖에 선택할 수 없는 등, 한 층 더 고생스러운 룰로 설정되어 있다. 또 '자유삼매(自由三昧)'로, 전술한 '모두 잡기'의 무효화, 제세력과의 교섭 가능 범위의 설정, 무장의 출신이나 성격, 상성을 가상 설정하고, 끝으로는 무장 전원을 희메 무장으로 플레이 가능하게 등, 다방면에 걸쳐 설정을 자유롭게 변경하여 플레이 할 수 있게 되었다.
그 이외의 파워업키트에서의 추가 요소로는, 연회를 열어 자가의 성주를 초대해 정보를 듣는 것이 가능하게 되었고, 야전에서의 패주 시에 도망치는 무장의 사냥도 일어나게 되었다.
PS2판 PK에서의 추가 요소는
- 다른 가문에서 양자를 들일 수 있다.
- 실재 세키가하라 전투와는 무관하지만, 무장 전원이 등장하는 가상 시나리오 '군웅 세키가하라(群雄関ヶ原)'가 있다.
- 이벤트 에디터로 작성 가능한 이벤트 수가 Win판의 20개에서 30개로 증가했다. 다만 조건을 결정하는 것에 의해 자동 작성된다.

등이 있다.

### 시나리오
- 1495년 가을 스루가의 효웅(駿河の梟雄)
- 1507년 여름 3인의 양자(三人の養子)
- 1523년 봄 고호쿠의 불꽃(江北の炎)
- 1511년 가을 후나오카야마 전투(船岡山合戦, 특선 커스터마이즈 클리어 경품)
- 1583년 여름 시즈가타케 전투(賤ヶ岳合戦, 특선 커스터마이즈 클리어 경품)

## Windows판의 염가판
소스넥스트에서 판매되고 있는 Windows용 패키지판, 코에이나 소스넥스트 그 외에서 판매하고 있는 다운로드 판매판 어느 것에도 《람세기》와 공통의 문제가 있다. 상세한 것은 동항을 참조.
또한 PK의 염가판도 2007년 6월 22일에 발매되었다. 소스넥스트가 판매하는 통상판과 PK의 편성에서는 유저 등록은 할 수 없지만, 코에이판 PK와 달리, 인스톨 시점에서 이미 최신의 패치가 적용된 상태이기 때문에 패치의 적용이 필요하지 않다. 마이크로소프트가 9x계 OS의 지원을 완전하게 중지한 후에 발매되었기 때문인지, 통상판은 소스넥스트판도 9x계 OS에도 공식 동작 보정이 되어 있지만(발매 당초, 2008년 기준으로는 공식 사이트의 제품 안내에서는 9x OS는 동작 환경에서 제외되어 있다), PK는 대응 OS는 2000 및 XP로 되어, 제품에도 9x계 OS에의 지원은 종료되었다는 취지의 설명문이 동봉되었다(일단 9x계에서도 동작은 한다). 또 통상판의 다운로드 판매판에서는 소스넥스트판을 포함한 PK는 적용할 수 없다.

## 같이 보기
- 태합입지전 시리즈 - 본작과 같은 무장 개인 플레이가 가능하다.
- 삼국지 시리즈에서 전 무장 플레이가 가능한 작품은 다음과 같다.

- 삼국지VII
- 삼국지VIII
- 삼국지X

- 니카이도 모리요시 - 본작에서 사용된 얼굴 이미지가 특징적으로, 마찬가지로 특징적인 구마베 지카나가(隈部親永)의 얼굴 이미지와 함께 2채널에서 아스키 아트화되었다. 2005년경 드완고의 광고에 등장하기도 했다.